# 刘法合
刘法合（？—），男，中华人民共和国政治人物，曾任最高人民法院咨询委员会副主任，中国法学会副会长，中央纪委驻最高人民法院纪检组组长。